# Новопетрівська сільська рада (Бердянський район)
| Новопетрівська сільська рада — колишній орган місцевого самоврядування у Бердянському районі Запорізької області з адміністративним центром у с. Новопетрівка. На території Новопетрівської сільської ради знаходиться ландшафтний заказник місцевого значення Заплава річки Берда. Сільській раді підпорядковані населені пункти: - с. Новопетрівка - с. Куликівське - с. Старопетрівка |

## Склад ради
Рада складається з 20 депутатів та голови.

## Керівний склад сільської ради
| ПІБ                     | Основні відомості                                                         | Дата обрання | Дата звільнення |
| ----------------------- | ------------------------------------------------------------------------- | ------------ | --------------- |
| Смага Валентин Іванович | Сільський голова, 1963 року народження, освіта                            | 26.03.2006   | 31.10.2010      |
| Смага Валентин Іванович | Сільський голова, 1963 року народження, освіта вища, член Партії регіонів | 31.10.2010   |                 |

Примітка: таблиця складена за даними джерела